# António Dinis da Cruz e Silva
António Dinis da Cruz e Silva (* 1731 in Lissabon; † 5. Oktober 1799 in Rio de Janeiro) war ein portugiesischer Jurist und Dichter, der vor allem durch sein 1768 verfasstes und 1802 posthum erschienenes heldenhaft komisches, gesellschaftssatirisches Gedicht O Hissope bekannt wurde.

## Leben

### Studium, Jurist und Literat
Dinis, Sohn eines aus Lissabon stammenden und nach Brasilien eingewanderten Tischlers, studierte Latein und Philosophie bei der Kongregation des Oratoriums. 1747 begann er ein Studium der Rechtswissenschaften an der Universität Coimbra, wo er 1750 seine ersten Gedichte verfasste. Nach Beendigung des Studiums nahm er 1753 eine Tätigkeit als Rechtsanwalt in Lissabon auf, widmete aber große Teile seiner Zeit in den folgenden sechs Jahren seiner schriftstellerischen Arbeit.
1756 gehörte er zu den Begründern der Arcádia Lusitana, einer literarischen Gesellschaft in Lissabon, die sich um die Ausbildung ihrer Mitglieder, die Kultivierung der Kunst der Poesie und die Wiederherstellung des guten Geschmacks. Unter dem Einfluss der aufklärerischen französischen Literatur des 18. Jahrhunderts verfasste er unter dem Pseudonym Elpino Nonacriense in den nächsten Jahren sowohl Werke in Prosa als auch in Versform, ehe er im Februar 1760 die Gesellschaft verließ, um Richter in Castelo de Vide zu werden. Als er zu einem kurzen Besuch in Lissabon weilte, befand sich die Arcádia Lusitana in einer internen Krise, die 1774 schließlich zur Auflösung der Gesellschaft führte.

### Sein literarisches MeisterwerkO Hissope

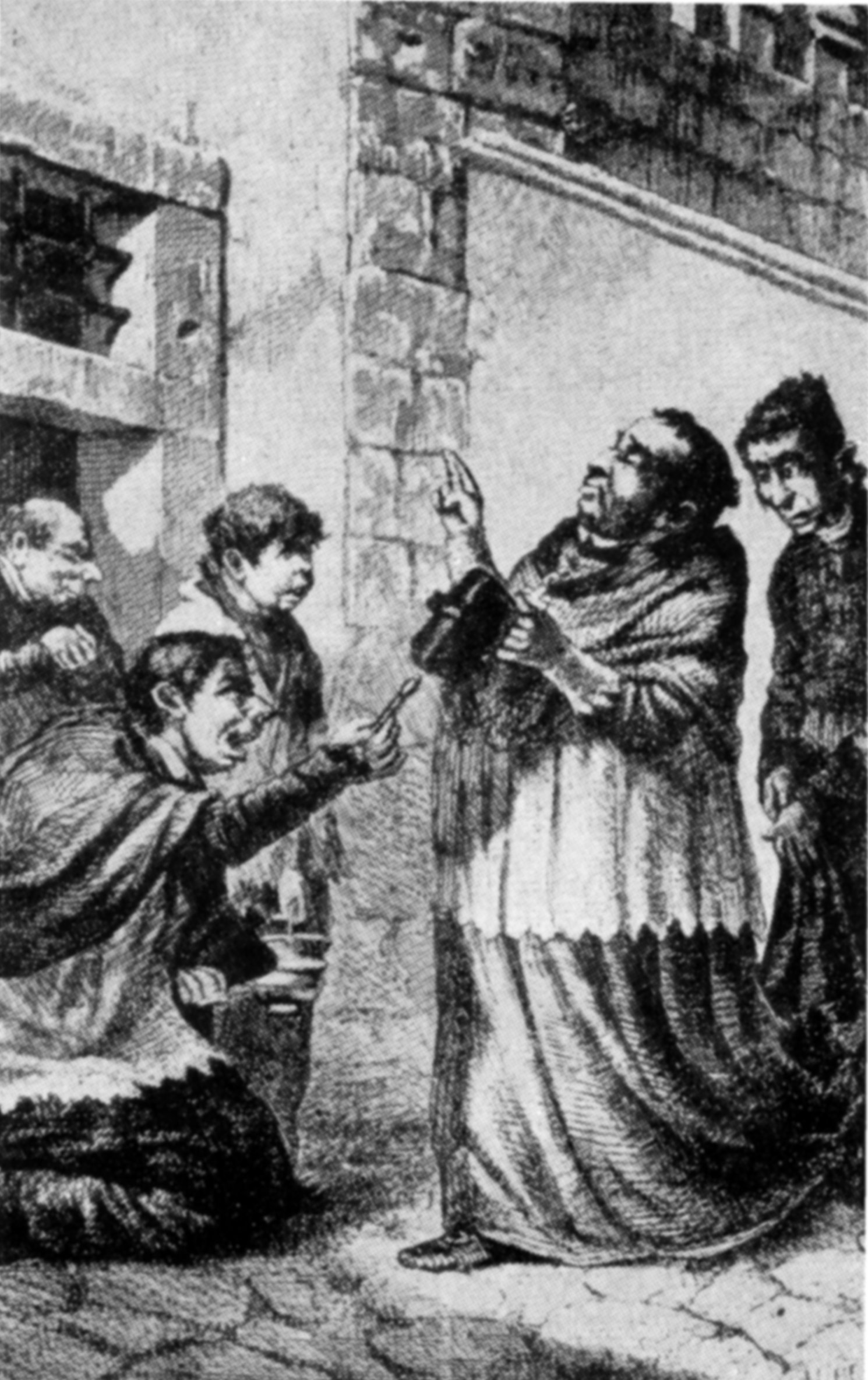
Illustration zu O Hissope von Joaquim Manuel de Macedo (1878)

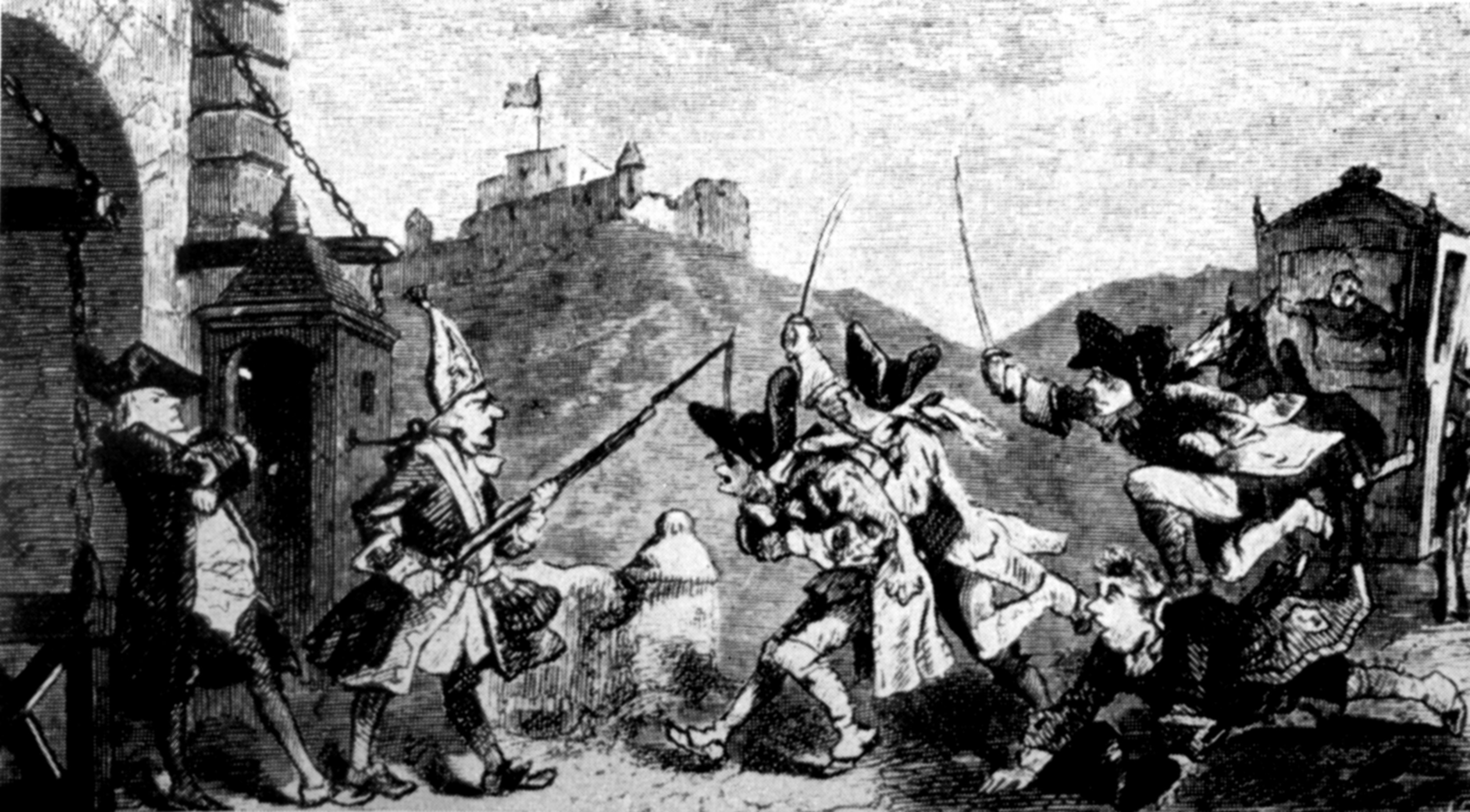
Illustration zu O Hissope (1878)

1764 wurde er Auditor von einem in Elvas stationiertem Regiment. Während seiner dortigen zehnjährigen Tätigkeit schloss er aufgrund seiner Belesenheit und Redekunst mit dem Gouverneur von Elvas und dem dortigen literarischen Zirkel.
Wie in den meisten Diözesen und Garnisonsstädten, dominierten auch in Elvas die klerikalen und militärischen Elemente die Gesellschaft, wobei in dem entfernten Provinzzentrum eine Feindschaft zwischen dem damaligen Bischof von Elvas Lourenço II. de Lencastre und dem Gouverneur sowie deren jeweiligen Anhängern bestand. Dinis verstand es diese unterschiedlichen Charaktere genau zu beobachten und gab deren Eitelkeiten, Intrigen und Ignoranz in seinem Meisterwerk O Hissope wieder.
Hintergrund war, dass es 1768 zu einer Auseinandersetzung zwischen dem Bischof, einem stolzen, anmaßenden Prälaten, und dem Diakon kam: Darin ging es um das Recht des Bischofs ging, Weihwasser vom letzteren an einer privaten Nebentür der Kathedrale zu bekommen, anstatt am Haupteingang. Dieses wurde zu einer Grundsatzfrage, da keiner von seinen Rechten zurücktreten wollte, so dass es zu einem Rechtsstreit kam, der die Stadt in zwei Lager spaltete. Diese stritten über die Argumente beider Seiten, und vergnügten sich über die lächerlichen Umstände, die den Disput begleiteten. Nachdem der Diakon verstorben war, wurde sein Neffe sein Nachfolger. Dieser klagte erfolgreich vor dem Königshof, so dass der Bischof seine Anmaßung aufgab.
O Hissope, das diese Ereignisse behandelte, wurde in 17 Tagen diktiert, und besteht in der in den Jahren 1770 bis 1772 überarbeiteten Version aus Gesängen (Cantos) von Blankversen. Der Druck des zu jener Zeit vorherrschenden Absolutismus ließ eine Darstellung der Ereignisse nur als Satire zu. Dinis verfasste ein originelles Werk, welches den Klerus und die vorherrschende Gallomanie verspottete, und Episoden voller Humor enthält.
Das Gedicht wurde mit dem komisch-heroischen Epos Le Lutrin Nicolas Boileau verglichen, weil sich beide auf kleinlich kirchlichen Streit begründen, wobei dies die einzige Ähnlichkeit ist.
1774 kehrte Dinis nach Lissabon zurück und versuchte eine Wiederbelebung der Arcádia Lusitana, die ihm allerdings misslang, da aufgrund seiner langen Abwesenheit sein Einfluss fehlte und auch frühere führende Mitglieder wie Pedro António Correia Garção und Domingos dos Reis Quita verstorben waren.

### Richtertätigkeiten in Brasilien und Portugal
Im April 1776 kehrte er nach Brasilien zurück und wurde zum Richter am Appellationsgericht (Tribunal da relação) von Rio de Janeiro ernannt sowie mit dem Ritterorden von Avis ausgezeichnet. Neben seiner Richtertätigkeit befasste er sich mit Studien zur Naturgeschichte und Mineralogie Brasiliens.
1789 kehrte er nach Portugal zurück, wo er zunächst Richter am Appellationsgericht von Porto wurde, ehe er im Juli 1790 zum Richter am Casa da Supplicação wurde. Kurze Zeit später wurde er in dieser Funktion erneut nach Brasilien entsandt, um die Gerichtsverhandlungen gegen republikanische Aufständische in Minas Gerais zu unterstützen. Zu den Anführern dieser Inconfidência Mineira genannten Revolte gehörten Persönlichkeiten wie Tiradentes, Tomás Antônio Gonzaga, Cláudio Manuel da Costa und Inácio José de Alvarenga Peixoto.
Im Dezember 1792 erfolgte seine Berufung zum Kanzler des Appellationsgerichts von Rio de Janeiro und dann 1798 zum Mitglied des Überseerates (Conselho Ultramarino).